# ريتشارد دبليو. غارنت
ريتشارد دبليو. غارنت (بالإنجليزية: Richard W. Garnett)‏ هو محامي أمريكي، ولد في 6 نوفمبر 1968.